# Alonso
Alonso je priimek več znanih tujih oseb:
- Alicia Alonso (*1920), kubansko-ameriška plesalka
- Amado Alonso (1896—1952), španski jezikoslovec
- Cano Alonso (1601—1667), španski slikar, arhitekt in kipar
- Maria Conchita Alonso (*1957), kubansko-venezuelska plesalka
- Damaso Alonso (1898—1990), španski jezikoslovec, pesnik in literarni kritik
- Fernando Alonso (*1981), španski dirkač Formule 1
- Iván Alonso (*1979), urugvajski nogometaš
- Julián Alonso (*1977), španski teniški igralec
- Manuel Alonso (1895—1984), španski tenisač
- Manuel A. Alonso (1822—1889), portoriški pesnik in pisatelj
- Noel Alonso (*1987), španski nogometaš
- Patricia Jimenez Alonso (*1979), španska rokometašica
- Osvaldo Alonso (*1985), španski nogometaš
- Tite Curet Alonso (1926—2003), portoriški skladatelj
- Xabi Alonso (*1981), španski nogometaš
- Feliciano Alonso, apostolski vikar
- Julián Alonso, španski rimskokatoliški škof
- Gregório Alonso Aparicio, brazilski rimskokatoliški škof
- Benvenuto Diego Alonso y Nistal, venezuelski rimskokatoliški škof
- Juan Alonso y Ocón, bolivijski rimskokatoliški nadškof
- Vicente Alonso y Salgado, španski rimskokatoliški škof